# بزم (أصفهان)
بزم هي قرية في مقاطعة أصفهان، إيران. يقدر عدد سكانها بـ 838 نسمة بحسب إحصاء 2016.